# 山口芳
山口 芳 (やまぐち かおり 1985年 - ) は 日本のジャーナリストで、日本放送協会 (NHK)放送総局報道局国際部記者。

## 経歴
2008年4月 NHKに入局。同期にはアナウンサーの魚住優、狩野史長、二宮直輝、早坂隆信、片山千恵子、寺門亜衣子、三輪秀香がいる。
初任地『NHK函館放送局』から『NHK札幌放送局』と地方記者を経て、報道局国際部に配属。ヨーロッパ地域を中心に取材を担当。
2019年からはドイツに渡り、『NHKベルリン支局長』に就任。＃MeToo運動やアンコンシャンスバイアス等、ジェンダーをめぐる課題を継続的に取材している。